# Ankily
Ankily is een plaats en gemeente in Madagaskar in het district Ihosy, gelegen in de regio Ihorombe.
De plaats biedt enkel lager onderwijs aan. 74% van de bevolking werkt als landbouwer, 10% leeft van de veeteelt en 15% heeft een baan in de dienstensector. Het belangrijkste landbouwproduct is rijst, andere belangrijke producten zijn pinda's, bonen, maïs en cassave.